# Sköldemärke
Sköldemärke är inom heraldiken den eller de bilder som finns på vapenskölden i ett heraldiskt vapen. Sköldemärket kan inte separeras från skölden om det är genomgående eller om skölden är delad i olika fält. Termen kan även beteckna sköldens fullständiga innehåll.
Sköldemärken är antingen häroldsbilder eller allmänna bilder.

De tre kronorna är här sköldemärken
Berget och de tre stjärnorna är sköldemärken här